# Полосатый лесной уж
Полосатый лесной уж (лат. Amphiesma stolatum) — змея из монотипического рода лесных ужей семейства ужеобразных.

## Описание
Общая длина варьирует от 40 до 50 см, максимальная длина составляет 90 см. Самки всегда крупнее самцов, длина которых редко доходит до 62 см. Голова небольшая, туловище несколько уплощено. Хвост длинный и тонкий, на его долю приходится почти четверть от общей длины тела. Глаза большие с круглыми зрачками. Раздвоенный язык чёрный. Голова и шея ярко-оранжево-жёлтые или ржаво-жёлтые. От каждого глаза отходит несколько чёрных полос. Окраска туловища светло-коричневого или оливково-коричневого цвета, с двумя кремовыми полосами.

## Образ жизни
Обитает по берегам рек и вблизи ирригационных каналов, рисовых полей. Ведёт дневной образ жизни, ползая в густой траве или греясь на солнце. Питается лягушками, жабами, иногда рыбой.

## Размножение
Это яйцекладущая змея. Самка в июне-июле откладывает 5—10 яиц. В сентябре появляются детёныши длиной 15—17 см.

## Распространение
Вид распространён в южном Китае, на Тайване, во Вьетнаме, Камбодже, Лаосе, Мьянме, Индии, Непале, Шри-Ланке, Пакистане .